# 両角潤香
両角 潤香（もろずみ じゅんか、5月5日 - ）は、日本のイラストレーター、原画家、漫画家。東京都出身。アミューズメントメディア総合学院卒業。

## 略歴・画風
Miss Surfersparadise 2005入選、第2回電撃コミックグランプリ優秀賞受賞。
同人ゲームの原画やアンソロジーを中心に活動。
近年はオリジナル漫画やゲームのコミカライズ連載を持つ。
マール社より漫画技法書も発行している。
アミューズメントメディア総合学院東京校講師。（キャラクターデザイン学科・マンガ学科）
東京アニメーションカレッジ専門学校講師。（マンガ・イラスト学科）

## 作品リスト

### 原画
- アパシー ミッドナイト・コレクション（原画・グラフィック）
- アパシー ミッドナイト・コレクション2（原画・グラフィック）
- 学校であった怖い話VNV版（新装版）（新規グラフィック）

### 漫画
- ティルアぱにっく（『月刊電撃コミックガオ!』2008年1月号）
- ミズブ!（『もえ☆スタ』連載）
- アパシー 学校であった怖い話1995 殺人クラブ リベンジ（『電撃「マ）王』連載、全2巻〈電撃コミックス〉）
- マリッジロワイヤル-Prism Story-（『電撃G's Festival! COMIC』連載、全2巻〈電撃コミックス〉）
- 黄金夢想曲（原作：07th Expansion、『月刊コンプエース』2011年12月号[4] - 2012年5月号、全1巻〈カドカワコミックス・エース〉）
- クラウドヘブン-壊れゆく彼女-（「神楽武志×両角潤香」名義、『月刊コミックアライブ』2016年8月号（プロローグ[5]）、9月号[6] - 2018年8月号、全3巻）
- 恋愛ダメ、ゼッタイ（「神楽武志×両角潤香」名義、『月刊コミックアライブ』2020年3月号[7] - 2021年11月号、全3巻）
- 俺のお嫁さん、変態かもしれない（「神楽武志×両角潤香」名義、原作：くろい、キャラクター原案：あゆま紗由、『月刊コミックアライブ』2022年8月号[8] - 2024年11月号、全4巻〈MFコミックス アライブシリーズ〉）

### 書籍
- 漫画バイブル・ゼロシリーズ アタリ革命 アタリ線をなぞってポーズの感覚をつかめ！ （みずなともみと共著）（マール社）
- 漫画バイブル・ゼロシリーズ アタリ革命2 顔×ポーズで喜怒哀楽を描き分ける！ （みずなともみと共著）（マール社）
- 戦う！和風武器ポーズ集（みずなともみと共著）（マール社）
- 闘う！ 西洋＆ファンタジー武器イラストポーズ集（みずなともみと共著）（マール社）
- 描けない！うまくいかない絵がビシッと決まる25の裏ワザ（みずなともみと共著）（マール社）
- コスチューム・マトリックス（みずなともみと共著）（マール社）
- 手づくり同人誌とらのまき（みずなともみと共著）（マール社）

### アンソロジー
- エンターブレイン系
- 宙出版系
- その他

### イラスト
- マリッジロワイヤル（小説、2010年）挿絵
- 「四季（春）」（ガンガンONLINE2009年3月19日）